# Waldsteinhaus

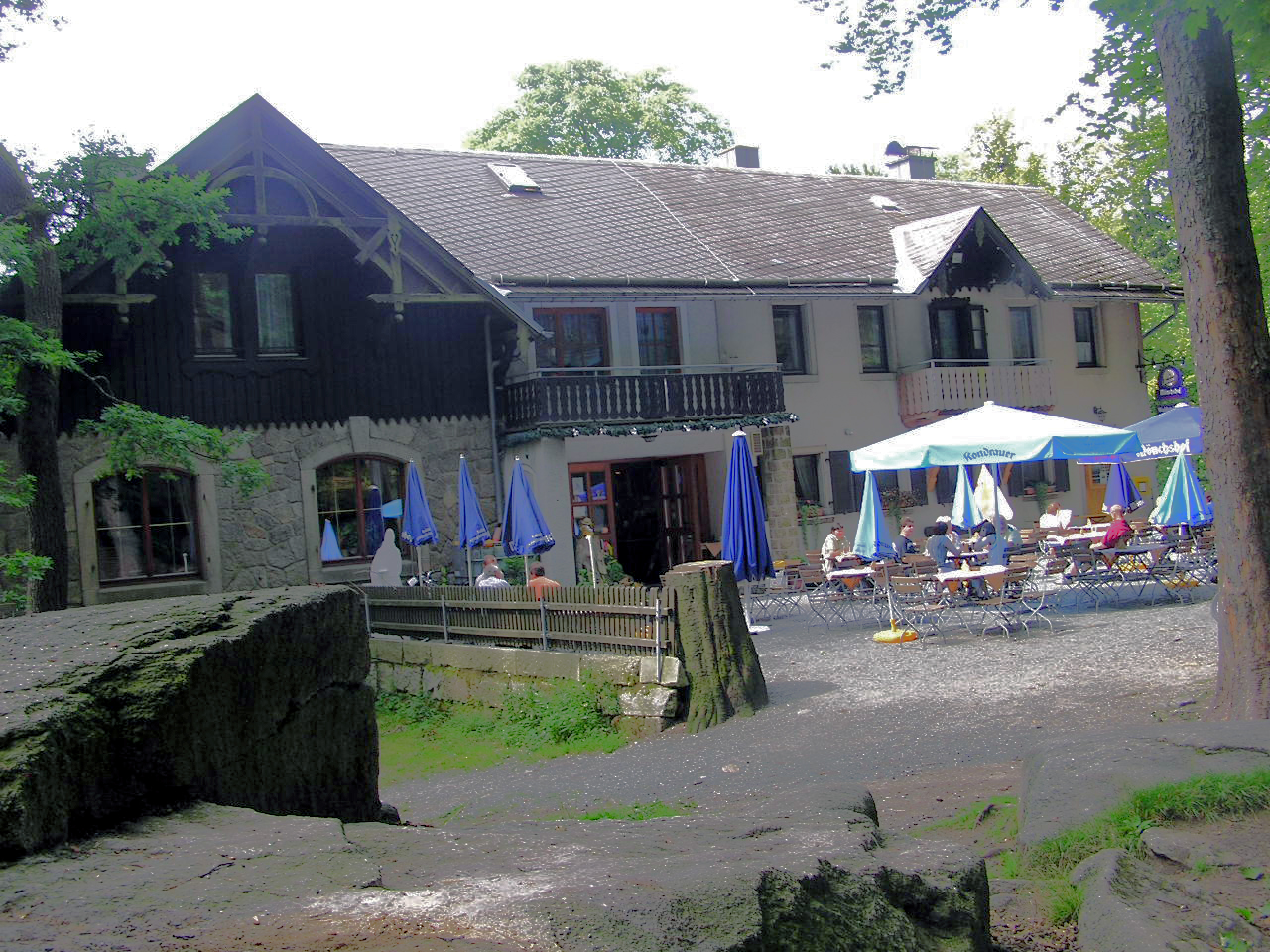
Ansicht des Waldsteinhauses

Das Waldsteinhaus ist ein ganzjährig bewirtschaftetes Unterkunftshaus des Fichtelgebirgsvereins auf dem Gipfel des Großen Waldsteins auf 855 m ü. NHN im Hohen Fichtelgebirge (Nordostbayern). Es gehört zur politischen Gemeinde Zell im Fichtelgebirge und ist auf verschiedenen Wanderwegen und auf einer Fahrstraße zu erreichen.

## Geschichte
Das Haus wurde 1853 als „Hospiz Waldstein“ für einen königlichen Waldwärter erbaut, 1965 vom Fichtelgebirgsverein ganz übernommen und 1993 wesentlich modernisiert.
Als man sich im Zeitalter der Romantik auf die deutsche Geschichte besann, wurden die Burgen und ihre Ruinen gern besuchte Stätten. Es mehrten sich nun auch die Wanderer, die sich an der „wilden Romantik des felsenstarrenden Waldsteingipfels, seiner Aussicht und seinen Ruinen berauschten“. Das führte dazu, dass man um 1850 auf dem Waldsteingipfel im Vorhof der Burgruine Rotes Schloss beim Teufelstisch ein freundliches Jägerhäuschen erbauen ließ. Als der Besucherstrom immer stärker wurde, errichtete man gleich daneben „eine dauerhaft angelegte Hütte“ für den Aufenthalt der Gäste. Ein Holzhauer verabreichte dort nach Bedarf Bier. 1853 ließ der Staat unterhalb der Burgruine das Hospiz Waldstein oder Waldsteinhaus erbauen. Ein Waldaufseher fand darin seine Wohnung. Der Grundstein zu diesem Forsthaus wurde am 6. Mai 1853 gelegt und bereits am 8. August 1853 konnte der Neubau eingeweiht werden. Dieses „Hospiz“ hatte ein völlig anderes Aussehen als das jetzige Waldsteinhaus, es war im „gefälligen Schweizerstil“ größtenteils aus Holz gebaut, es war also ein einstöckiges Holzhaus. Hier gab es dann auch wieder einfache Speisen und Weißenstädter Bier und eine bescheidene Übernachtungsmöglichkeit bestand ebenfalls. An schönen Sommersonntagen, so wird berichtet, veranstalteten Musikanten aus Münchberg, Schwarzenbach an der Saale und Hof abwechslungsweise Blechmusikkonzerte, die regen Zuspruch fanden. 1889 wandelte der Staatsforst das Holzgebäude vollkommen in ein zweistöckiges gemauertes Bauwerk um. Die unteren Räume wurden bewirtschaftet, das obere Stockwerk diente dem jeweiligen Förster.
Die Eröffnung der Stichbahn Münchberg–Zell im Jahr 1902 brachte noch mehr Wanderer und Gäste auf den Waldsteingipfel und den Fichtelgebirgsverein auf die Idee, am Forsthaus der Forstverwaltung einen Anbau zu errichten. Erst 1906 kam es mit dem Staat zu Grundstücksverhandlungen, am 2. Mai 1907 beurkundete der Notar den Grundstückskauf und am 21. Juni 1908 konnte der fertige Anbau eingeweiht werden. Nun standen zwei Häuser unmittelbar nebeneinander auf dem Waldstein, man sprach von einer Zwangsehe und von Anfang an hatte der jeweilige Forstwart das Recht zur Bewirtschaftung beider Häuser.
Im Jahr 1964 wurde die im Altbau untergebrachte Forstdienststelle aufgelöst und das Forsthaus stand zum Verkauf an. Der Fichtelgebirgsverein übernahm es pachtweise von der Oberforstdirektion in Bayreuth und nach langwierigen Verhandlungen konnte am 27. Dezember 1965 der Kaufvertrag über den staatlichen Teil des Hauskomplexes geschlossen werden. Nun war der Heimatverein Grund- und Hausbesitzer über das gesamte Areal auf dem Waldstein geworden, wobei die Ortsgruppe Münchberg seit dieser Zeit die Betreuung übernommen hat.
Die letzten großen Investitionen tätigte der Fichtelgebirgsverein ab 1991. Zunächst wurde das Waldsteinhaus an die öffentliche Abwasseranlage der Marktgemeinde Zell mit einem 1,9 km langen Kanal angeschlossen. Umfangreiche Bau- und Sanierungsarbeiten fanden 1992/1993 statt. Die beiden ursprünglichen Einzelhäuser wurden durch den Neubau des Mitteltraktes zusammengefügt und der Eingangs-, Küchen- und Toilettenbereich sowie die Gasträume im ehemaligen Forstgebäude neu gestaltet.